# 圣罗格堂 (威尼斯)
圣洛克堂 (義大利語：Chiesa di San Rocco)是一座罗马天主教教堂，供奉圣洛克，位于意大利威尼斯，毗邻圣洛克大会堂。该堂由巴尔托洛梅奥·博恩建于1489-1508年，1725年改建。立面建于1765年至1771年，由Bernardino Maccarucci设计。该堂是威尼斯的黑死病教堂之一。
堂内圣洛克的圣髑是从沃盖拉迁来，1576年宣布为该城的主保。每年8月16日，总督会来该堂朝圣。
该堂以其众多的丁托列托作品而闻名。毗邻的圣洛克大会堂成立于15世纪，在黑死病流行期间帮助市民。

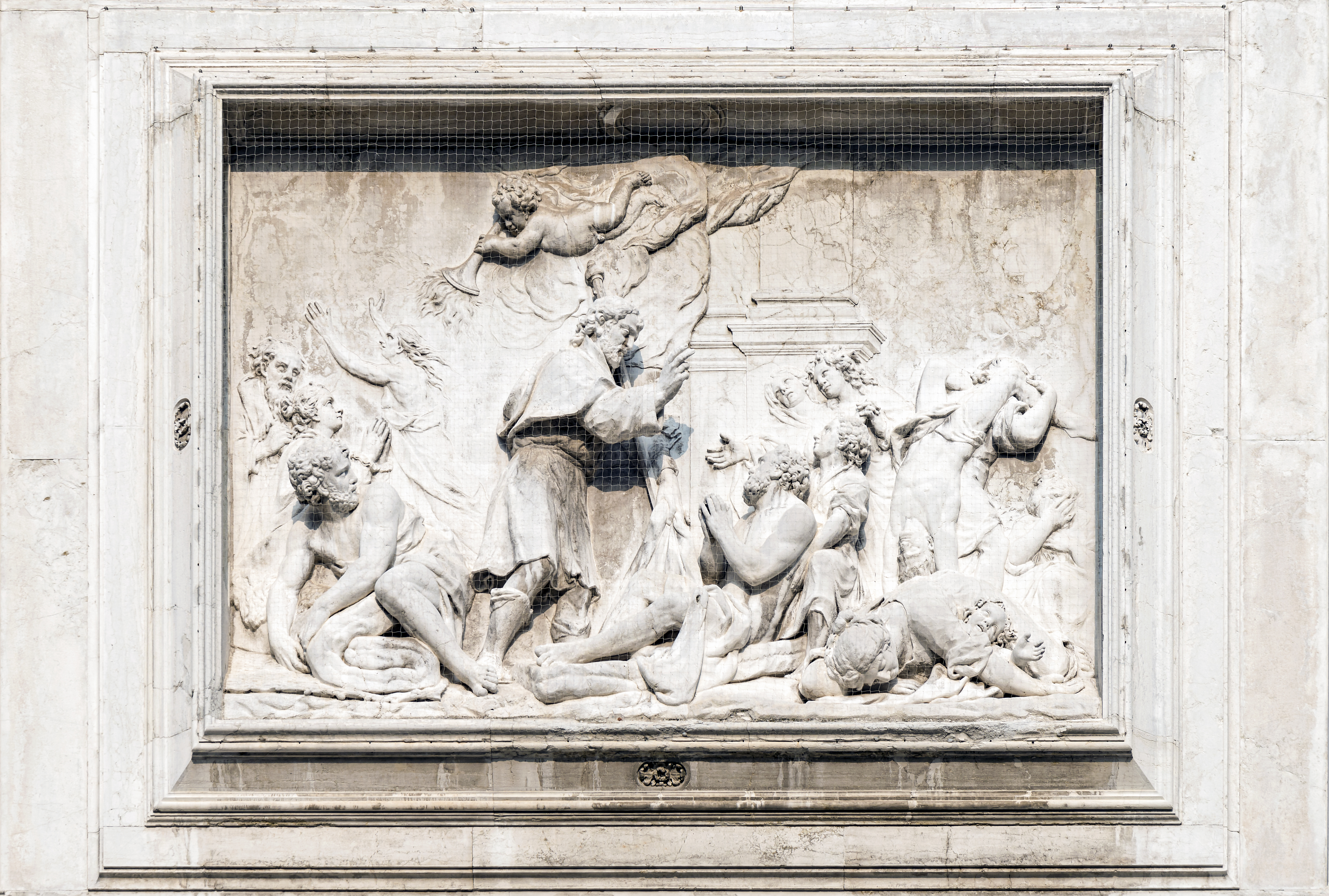
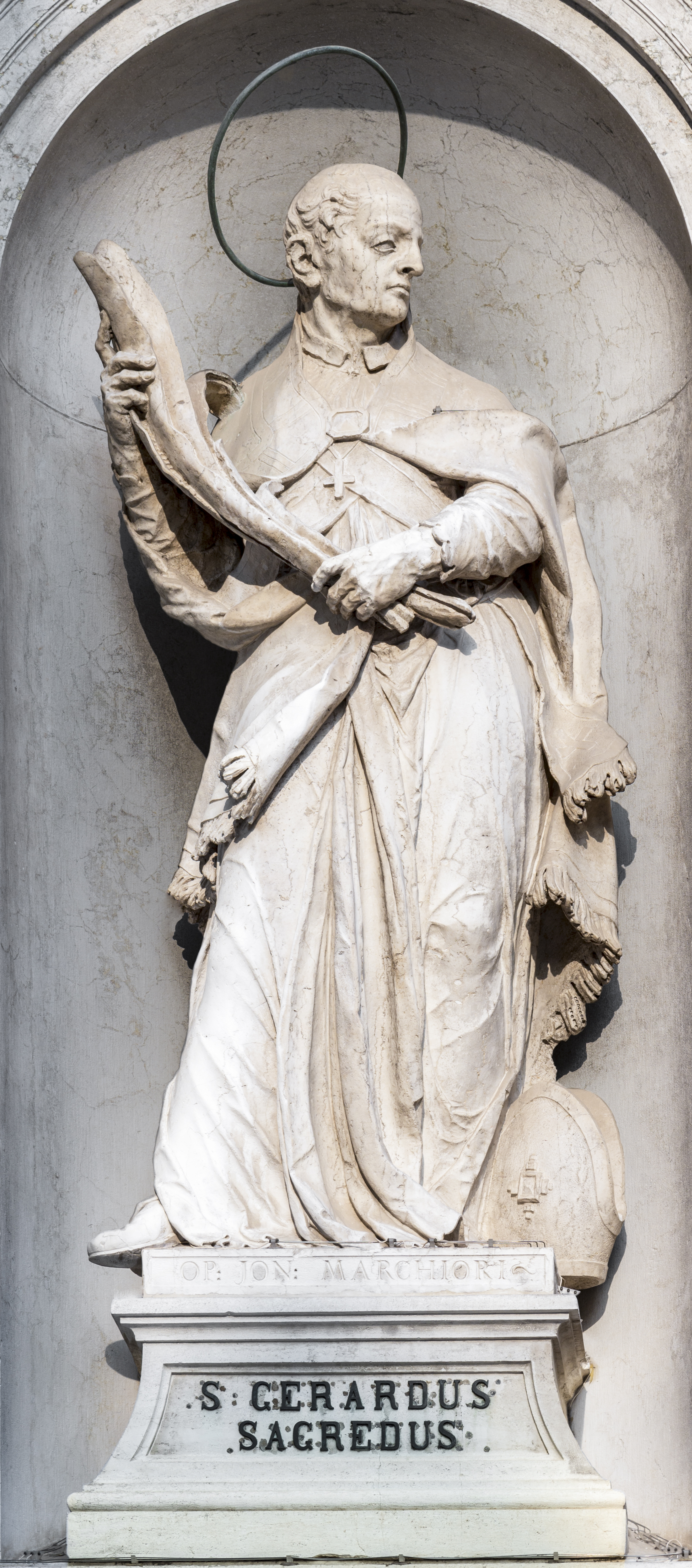
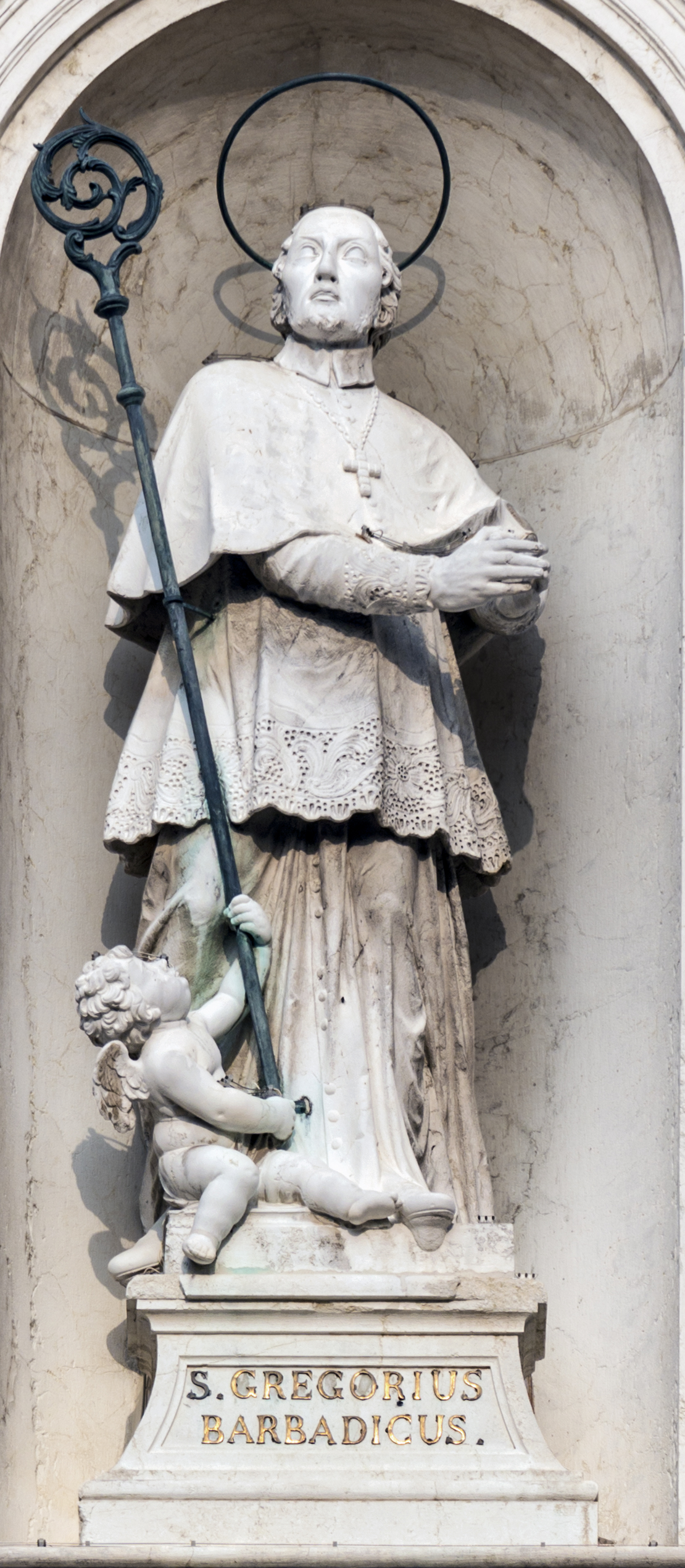
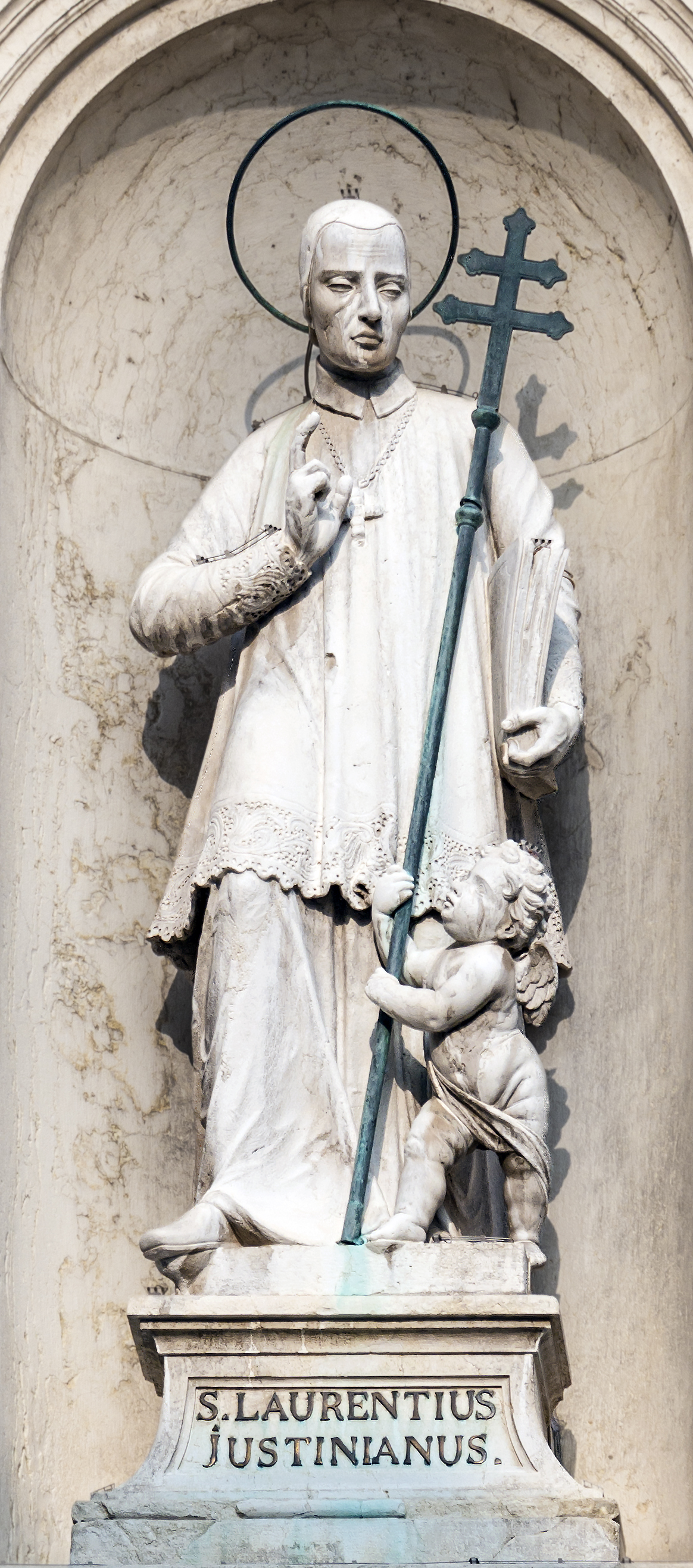
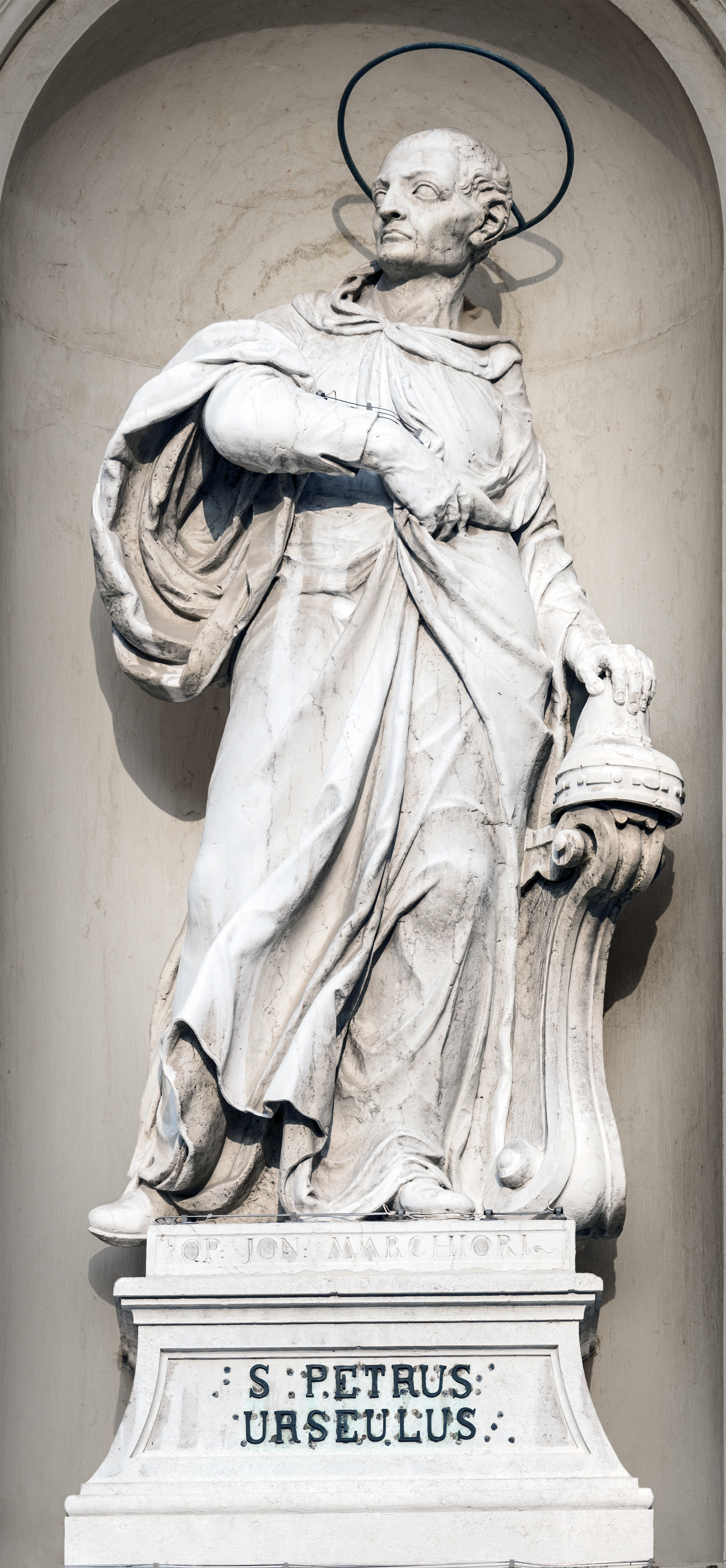

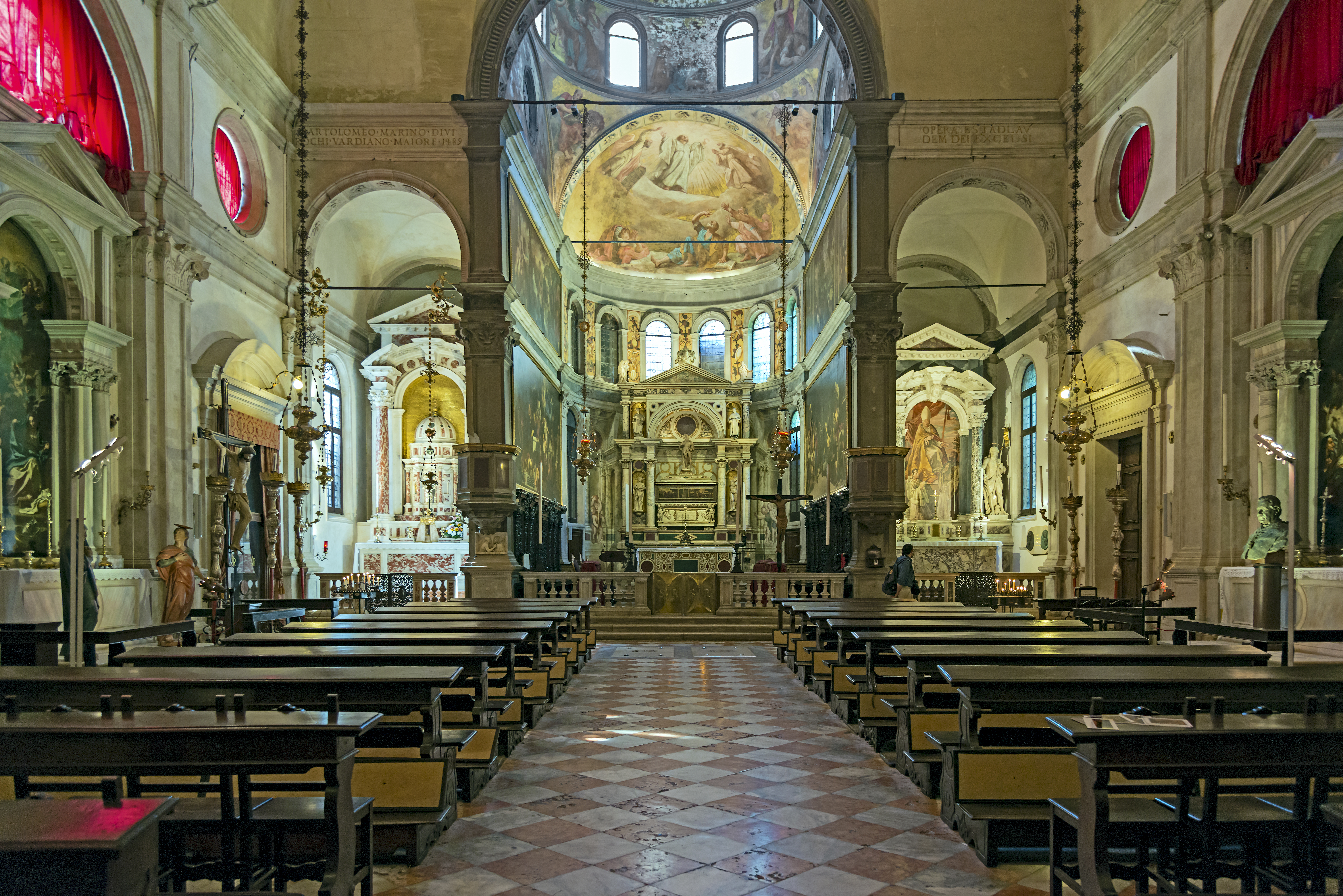
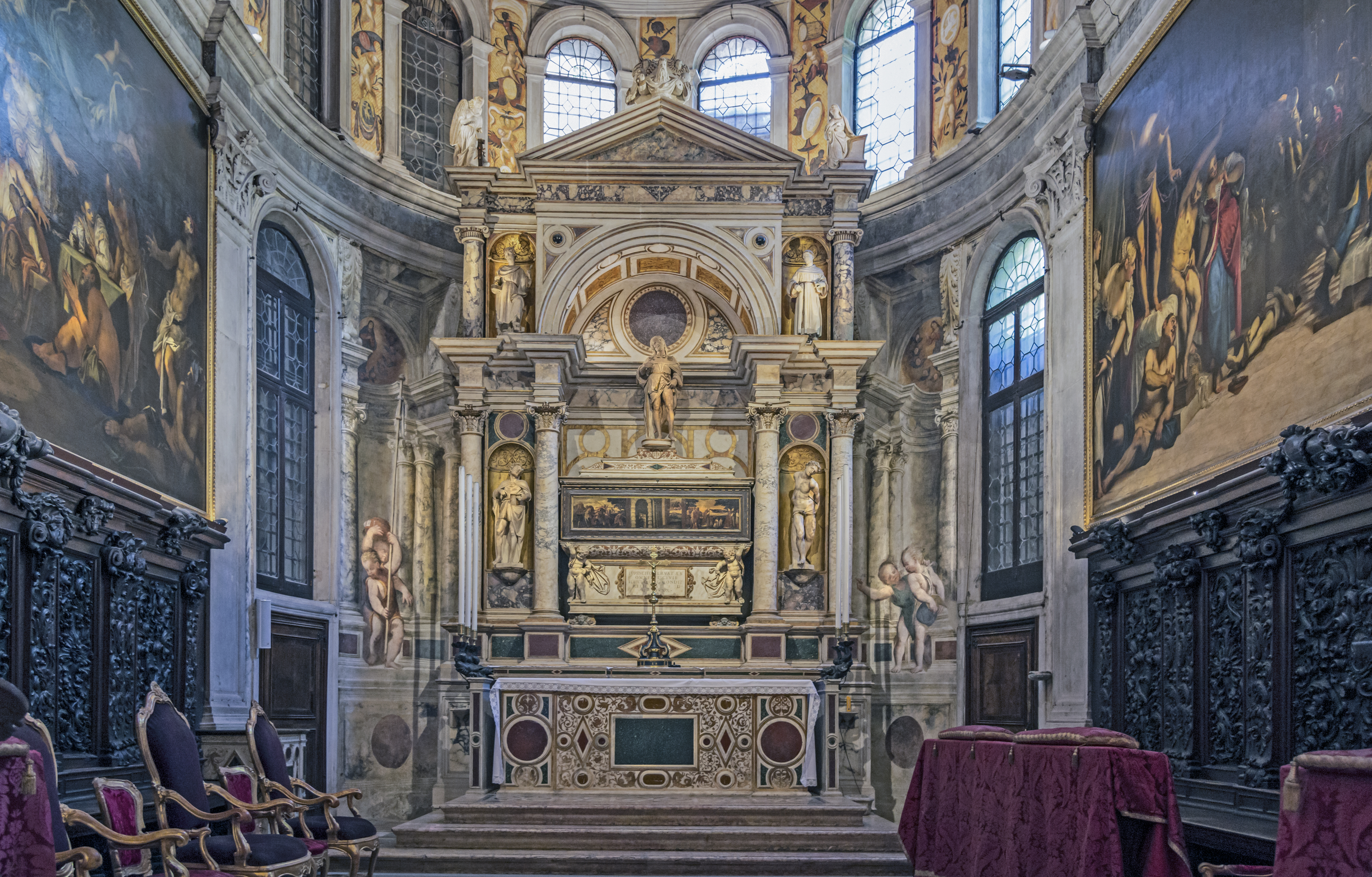
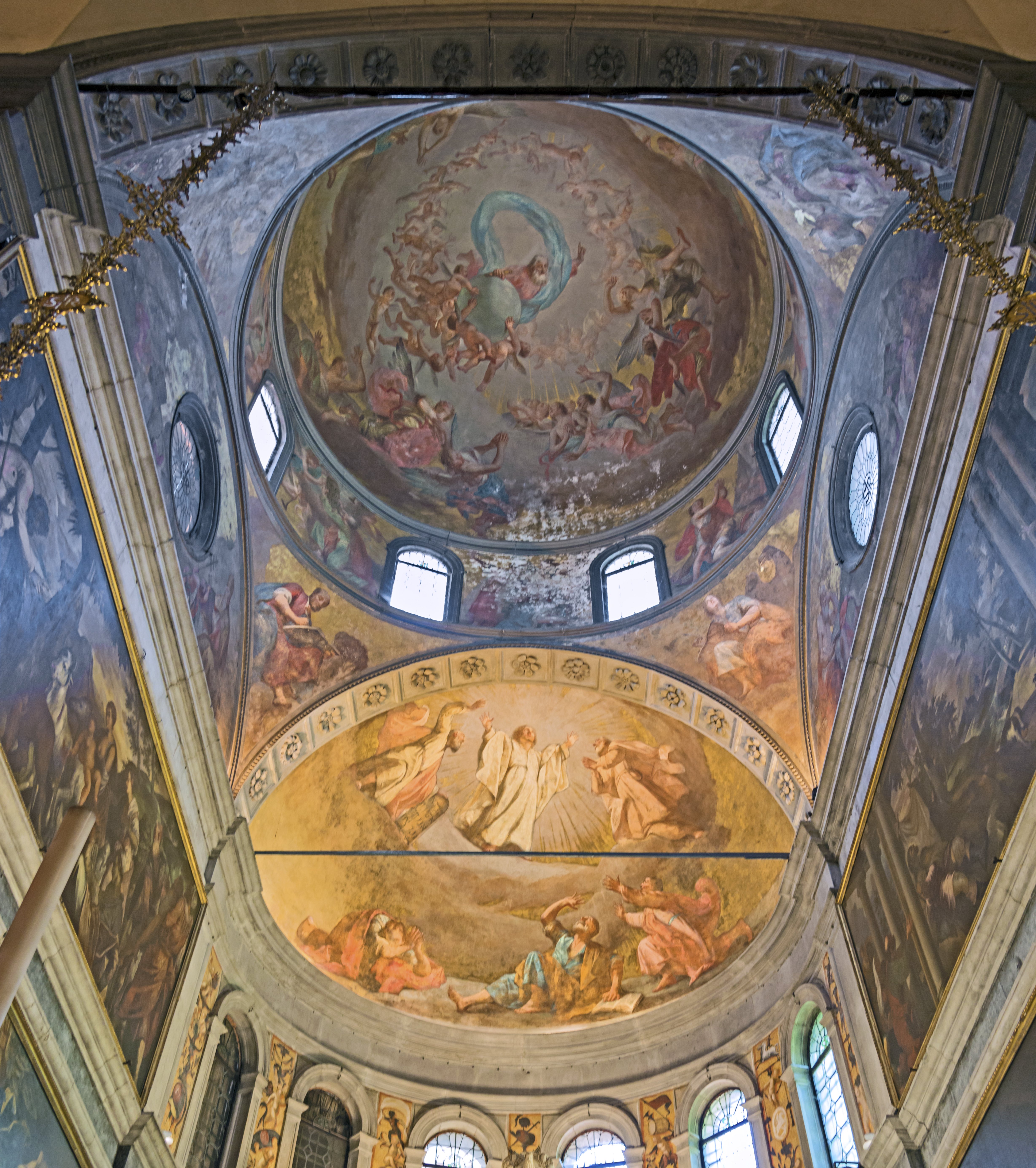
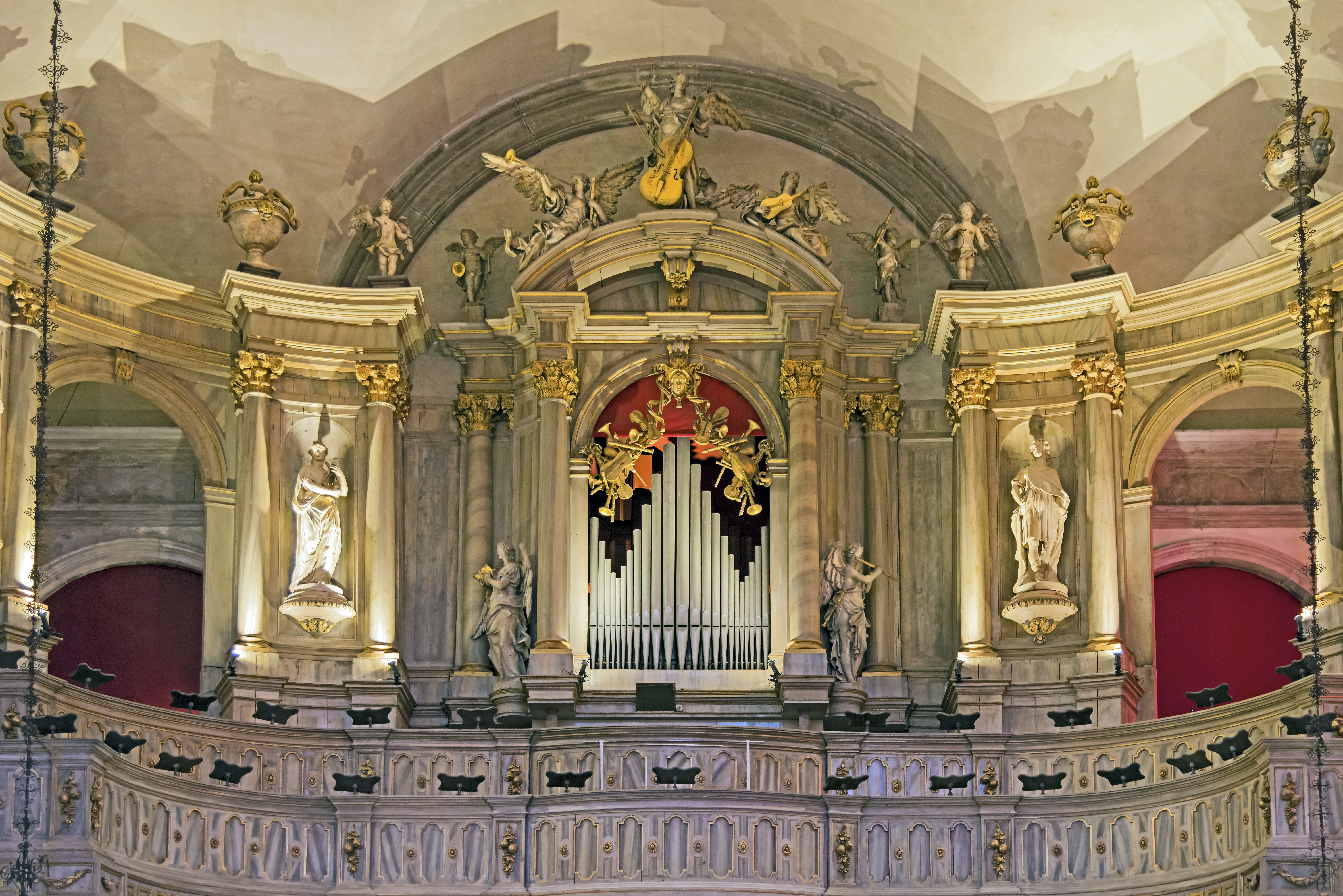
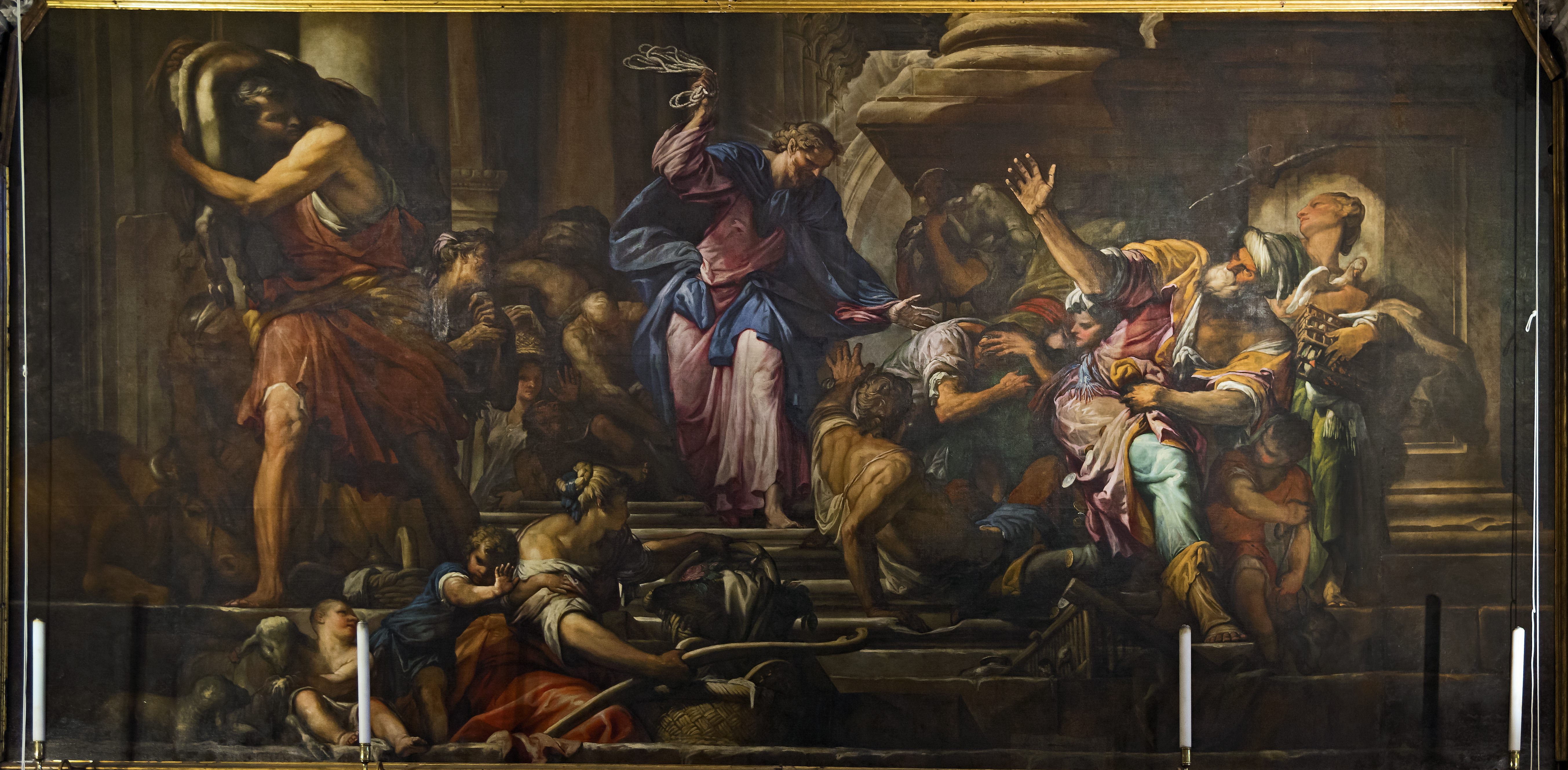
《基督将商人赶出圣殿》
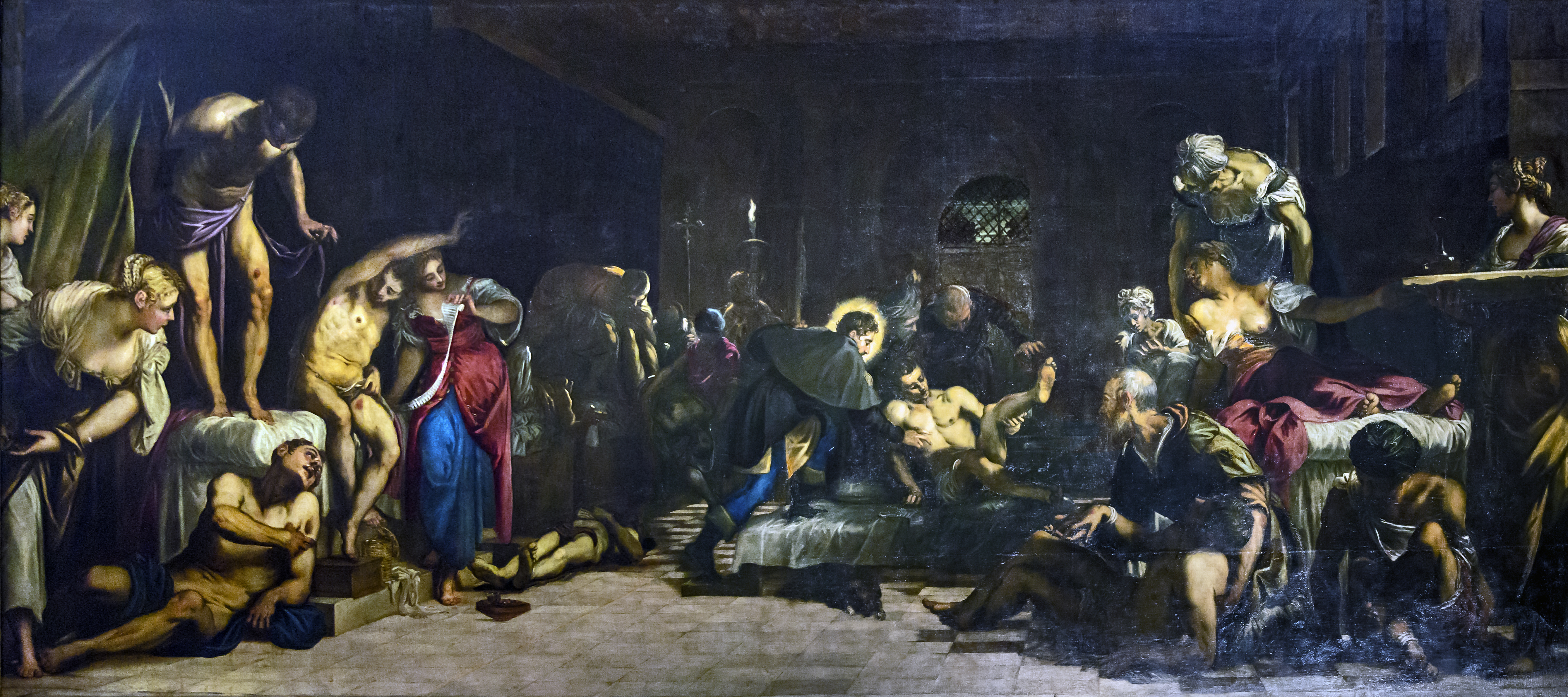
《圣罗格治愈瘟疫》